# Pottinger Point
Der Pottinger Point (englisch, spanisch Pottinger Point) ist eine Landspitze an der Nordküste von King George Island im Archipel der Südlichen Shetlandinseln. Sie liegt 3 km östlich des Round Point.
Das UK Antarctic Place-Names Committee benannte sie 1960 nach dem britischen Kapitän Charles Pottinger (1790–1833), Schiffsführer der Tartar aus London, mit der er von 1821 bis 1822 in den Gewässern um die Südlichen Shetlandinseln operierte.